# Mausoleum Records
Mausoleum Records — бельгийский лейбл звукозаписи, занимающийся изданием музыки в жанре хеви-метал.

## История
Mausoleum Records был основан Алфи Фалкенбахом в 1982. В 1980-х лейбл издавал записи таких исполнителей, как Killer, Wildfire, Ostrogoth, Crossfire, Barón Rojo, Warlock, Blacklace и Witchfynde. За три года (1983—1986) Mausoleum Records выпустил более 100 релизов различных музыкантов. В 1986 году лейбл передал права на название и бизнес немецкому партнёру, но в 2001 возобновил свою деятельность в прежнем формате.
По состоянию на 2013, фирма являлась подразделением (сублейблом) группы лейблов Music Avenue. В каталоге Mausoleum Records появились как ветераны метал-сцены (Molly Hatchet, Cinderella, Ian Gillan, L.A. Guns), так и более современные группы (Hyades, Always Fallen, Hills Of Kings, Awaken, Taunted, Raven Lord, Grenouer, Nitrovolt). 1 марта 2016 года Алфи Фалкенбах скончался от рака, деятельность Mausoleum Records приостановлена.